# Aulos-Spieler (NAMA 3910)

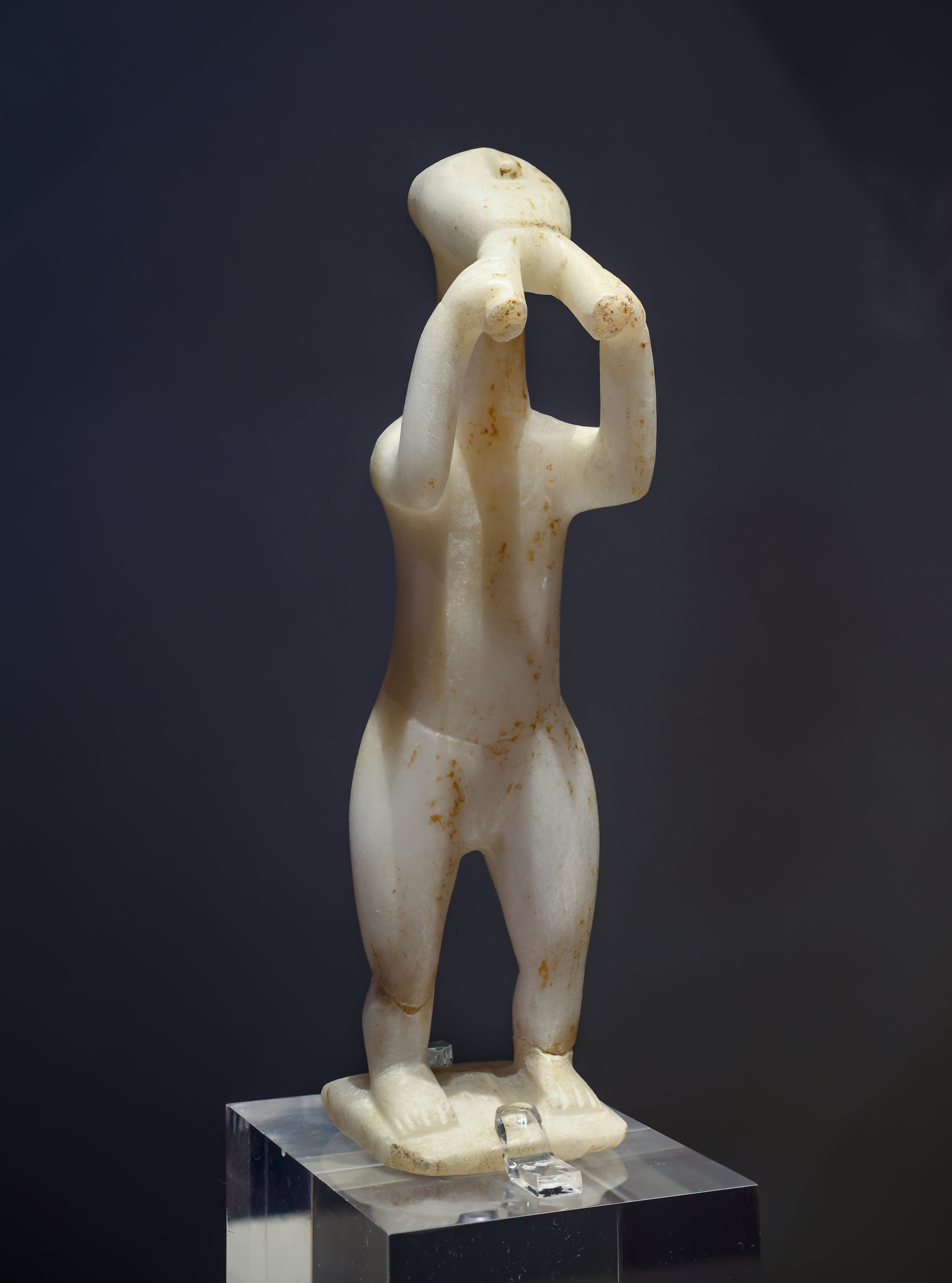
Aulos-Spieler

Die Statuette eines Aulos-Spielers im Archäologischen Nationalmuseum Athen (NAMA, Inventarnummer Π 3910) gehört zur Gruppe der sogenannten Kykladenidole der frühkykladischer Kunst und wird zwischen 28. und 23. Jahrhundert v. Chr. datiert.
Es handelt sich um eine Statuette aus Marmor, die einen spielenden Aulet in stehender Haltung darstellt. Er hält sein Instrument mit beiden Händen. Die Nase ist das einzige plastisch geformte Merkmal des Gesichts. Der Aulos-Spieler wurde zusammen mit der Statuette eines Harfenspielers und zwei weiblichen kanonischen Idolen in einem Grab auf der Kykladeninsel Keros gefunden.